# Ludwig von Rohden
Ludwig von Rohden (* 27. Juni 1815 in Lüneburg; † 26. Februar 1889) war ein deutscher evangelischer Theologe und Missionsinspektor.

## Leben
Ludwig von Rohden, Sohn eines Buchhändlers, wuchs in Lübeck auf, wo er zu Michaelis (also am 29. September) 1833 am Katharineum das Abitur ablegte. Anschließend studierte er evangelische Theologie in Berlin und Bonn. Danach war er zeitweise als Lehrer und Aushilfsgeistlicher in Lübeck tätig. 
Seit dem 1. Mai 1846 arbeitete er für die Rheinische Missionsgesellschaft in Barmen als Lehrer an deren Missionsseminar. Hier wurde er auch zum Chronisten der Rheinischen Mission, deren Geschichte er verfasste. 1857 wurde er Leiter des Seminars, im November 1884 Erster Inspektor und damit Leiter der Rheinischen Mission.
Seine Söhne waren der Klassische Archäologe Hermann von Rohden (1852–1916), der Theologe Gustav von Rohden (1855–1942) und der Althistoriker Paul von Rohden (1862–1939). Hedwig Irle (1857–1938) war seine Tochter.

## Veröffentlichungen
- Geschichte der Rheinischen Missions-Gesellschaft, Barmen 1856; 2., umgearb u. vervollst. Ausg. Barmen 1871; 3. Ausg. in zwei Teilen Barmen 1888 Digitalisat
- Leitfaden der Weltgeschichte für die höheren Classen evangelischer Gymnasien und Realschulen, sowie zum Privatgebrauch für Lehrer und für Gebildete überhaupt, Lübeck 1859